# Windows XP Professional x64 Edition
Microsoft Windows XP Professional x64 Edition ra mắt ngày 25 tháng 4 năm 2005 là một phiên bản của Windows XP dành cho các máy tính cá nhân x86-64. Nó được thiết kế để sử dụng không gian bộ nhớ 64-bit mở rộng bởi kiến trúc x86-64.
Lợi ích thông thường của việc chuyển sang 64-bit là tăng bộ nhớ RAM tối đa. Windows XP 32-bit bị giới hạn ở dung lượng 4 GB. Mặc dù giới hạn bộ nhớ theo lý thuyết của một máy tính 64-bit là khoảng 16 EB (16 triệu gigabyte), Windows XP x64 bị giới hạn ở 128 GB bộ nhớ RAM và 16 TB bộ nhớ ảo.
Windows XP Professional x64 Edition sử dụng nhân và họ mã giống như Windows Server 2003 và đều nhận được các gói dịch vụ giống nhau. Tuy nhiên, nó đi kèm với các tính năng khách hàng của Windows XP như System Restore, Windows Messenger, Fast User Switching, Màn hình Chào mừng, Security Center và các trò chơi, những thứ mà Windows Server 2003 không có.
Windows XP Professional x64 Edition không nên bị nhầm lẫn với Windows XP 64-bit Edition, được thiết kế cho kiến trúc Itanium. Trong quá trình phát triển ban đầu, Windows XP Professional x64 Edition có tên là Windows XP 64-Bit Edition for 64-Bit Extended Systems (tạm dịch là Windows XP Phiên bản 64-Bit cho hệ thống 64-bit mở rộng).

## Ưu điểm
- Hỗ trợ lên tới 128 GB RAM.[8]
- Hỗ trợ lên tới hai CPU vật lý (trong các socket vật lý riêng biệt) và lên tới bộ xử lý 64 logical (VD: các lõi hay các thread trên một CPU). Do đó, Tính đến  năm 2014, HĐH hỗ trợ tất cả các CPU đa lõi thương mại, bao gồm cả dòng Intel Core, hoặc dòng AMD FX.
- Sử dụng nhân của Windows Server 2003, mới hơn của phiên bản Windows XP 32-bit và có những cải thiện để nâng cao tính ổn định.[9] Windows XP Professional x64 Edition cũng giới thiệu Kernel Patch Protection (cũng có tên là PatchGuard) giúp cải thiện bảo mật bằng cách loại bỏ các rootkit.[10]
- Hỗ trợ phân vùng ổ đĩa GPT cho phân vùng dữ liệu (data volumes) (nhưng không phải phân vùng có thể khởi động (bootable volumes) sau SP1,[11] cho phép sử dụng ổ đĩa lớn hơn 2 TB để sử dụng như một phân vùng GPT riêng để lưu trữ dữ liệu.
- Cho phép mã hoá âm thanh hoặc video nhanh hơn, hiệu suất trò chơi cao hơn và kết xuất 3D nhanh hơn trong phần mềm được tối ưu cho phần cứng 64-bit.
- Đi kèm Internet Information Services (IIS) phiên bản 6.0. Tất cả các phiên bản 32-bit khác của Windows XP chỉ có phiên bản IIS 5.1.
- Đi kèm Windows Media Player (WMP) phiên bản 10.[12] Windows XP Professional chỉ đi kèm WMP 8, mặc dù WMP 11 vẫn có sẵn cho tất cả phiên bản Windows XP.
- Lợi ích từ các tính năng IPsec và cải thiện từ Windows Server 2003.[13]
- Lợi ích từ tính năng Shadow Copy được giới thiệu trong Windows Server 2003.[cần giải thích][14]
- Remote Desktop Services hỗ trợ bàn phím nhập liệu Unicode, chuyển hướng múi giờ phía máy khách, vẽ GDI+ nguyên hàm để cải thiện hiệu suất, mã hoá FIPS, trình điều khiển máy in dự phòng, tự động kết nối lại và các thiết đặt Group Policy mới.[15]
- Tập tins and Settings Transfer Wizard hỗ trợ di chuyển thiết đặt từ cả PC Windows XP 32-bit và 64-bit.[16]

## Hạn chế đã biết
Có một số hạn chế phổ biến trên Windows XP Professional x64 Edition.
- Không bao gồm NTVDM hay Windows on Windows, nên các ứng dụng MS-DOS hay Windows 16-bit không thể chạy.[17] Một số chương trình 32-bit cũ sử dụng trình cài đặt 16-bit sẽ không thể chạy được; tuy nhiên, sự thay thế cho trình cài đặt 16-bit ví dụ như ACME Setup phiên bản 2.6, 3.0, 3.01, 3.1 và InstallShield 5.x được mã cứng vào WoW64 để giảm thiểu vấn đề này.[18]
- Windows Command Prompt không ở chế độ toàn màn hình.[cần dẫn nguồn]
- Không hỗ trợ phông chữ Type 1.[cần dẫn nguồn]
- Không bao gồm thành phần Web Extender cho Web Folders (WebDAV).[19]
- Kiểm tra chính tả không có sẵn trên Outlook Express.[20]
- Âm thanh IEEE 1394 (FireWire) không được hỗ trợ.[21]

## Gói Dịch vụ
Phiên bản RTM của Windows XP Professional x64 Edition dựa trên cơ sở mã nguồn của Windows Server 2003 Service Pack 1. Vì Windows XP Professional x64 Edition có mã nguồn khác với bản 32-bit của Windows XP, các gói dịch vụ (Service Pack, viết tắt là SP) của nó cũng được phát triển riêng. Với lý do tương tự, Gói Dịch vụ 2 cho Windows XP x64 Edition, phát hành 13 tháng 3 năm 2007, không giống như Gói Dịch vụ 2 cho bản 32-bit của Windows XP. Thực ra, do ngày phát hành của phiên bản 32-bit sớm hơn, nhiều tính năng chính được giới thiệu trong Gói Dịch vụ 2 của bản 32-bit (x86) của Windows XP đã xuất hiện trước trên bản RTM của bản sao x64. Gói Dịch vụ 2 là gói dịch vụ cuối cùng được phát hành của Windows XP Professional x64 Edition.